# يان هيكر
يان هيكر (15 فبراير 1967 - 6 سبتمبر 2021)، هو محام ودبلوماسي ألماني. عمل مُستشارًا للمستشارة الألمانية أنجيلا ميركل وقاضيًا في المحكمة الإدارية الفيدرالية، وكذلك أستاذًا مساعدًا في جامعة فيادرينا الأوروبية. تُوفي بعد فترة وجيزة من توليه منصب السفير الألماني في الصين.